# گوانگجو ۱۲۲۵۲
سیارک ۱۲۲۵۲ (به انگلیسی: 12252 Gwangju، نامگذاری:1988VT1) دوازده هزار و دویست و پنجاه و دومین سیارک کشف شده‌است که در ۸ نوامبر ۱۹۸۸ کشف شد.
قدر مطلق سیارک برابر ۳۳.۸ است.